# Frank DiLeo
Frank DiLeo (Pittsburgh, 23 ottobre 1947 – North Lima, 24 agosto 2011) è stato un produttore cinematografico e attore statunitense.

## Biografia
Viene principalmente ricordato per aver impersonato Tuddy Cicero del film Quei bravi ragazzi (1990) di Martin Scorsese ed essere stato, tra il 1984 e il 1989 e poi nuovamente nel 2009, il manager del cantante Michael Jackson.

## Filmografia parziale
- Moonwalker, regia di Jerry Kramer e Colin Chilvers (1988)
- Quei bravi ragazzi, regia di Martin Scorsese (1990)
- Fusi di testa, regia di Penelope Spheeris (1992)
- Fusi di testa 2 - Waynestock, regia di Stephen Surijk (1993)
- Il bacio della morte, regia di Barbet Schroeder (1995)